# Joc de cartes
|  | Aquest article tracta sobre els jocs de cartes. Si cerqueu el programa de televisió, vegeu «Joc de cartes (programa de televisió)». |

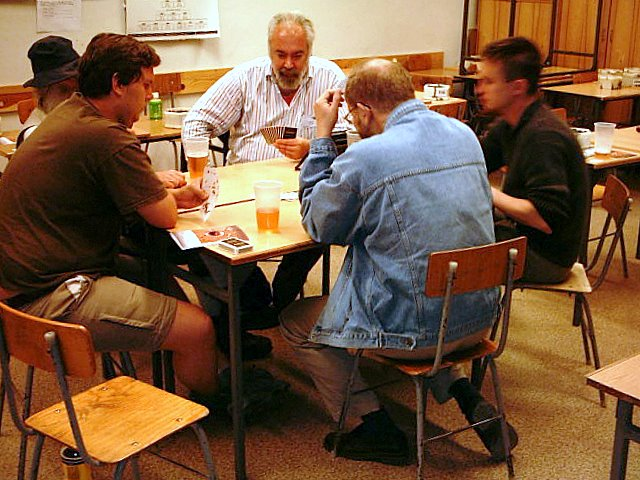
Joc de cinc jugadors.

Un joc de cartes és qualsevol tipus de joc que es juga amb cartes o naips, que són uns cartronets rectangulars, amb els vèrtexs arrodonits, tots iguals, amb dues cares, una d'elles és exactament igual en totes les cartes, de tal manera que quan es veuen per aquest costat són indistingibles per tal que els jugadors puguin amagar als companys de joc les cartes que tenen, en l'altra hi ha unes figures dibuixades. Aquestes figures són totes diferents (excepte els dos jòquers o comodins). Hi ha molts de tipus de jocs de cartes diferents, i hi ha jocs de taula que inclouen l'ús de cartes per al seu desenvolupament però no son específicament jocs de cartes. En alguns, anomenats jocs d'envit, les apostes són una part fonamental del joc. Amb el desenvolupament de la tecnologia, molts jocs de cartes tenen versions online, i n'hi ha jocs que únicament estan presents en l'entorn digital.
Els jocs han d'incloure una certa quantitat d'aleatorietat i d'ocultació d'informació entre jugadors, i hi ha diferents maneres de resoldre un joc de cartes, amb la victòria absoluta d'un dels jugadors o un equip de jugadors, amb la derrota absoluta d'algun jugador o equip, per classificació mitjançant la puntuació en un nombre de jugades o temps determinat.

## Història
Els jocs de cartes ja es practicaven en l'antiguitat, i l'opinió majoritària és que haurien estat creades a la Xina a partir dels jocs de daus, que també van evolucionar en els dòmino.
La referència més antiga que es conserva d'un joc de cartes és de la Xina de la dinastia Tang al segle ix, a la Col·lecció de miscel·lànies de Duyang escrita per Su E, que descriu la princesa Tongchang jugant al joc de la "fulla" amb membres del clan Wei, la família del marit de la princesa el 868. El mateix tipus de jocs també es poden jugar amb rajoles de fusta, plàstic, os o materials similars. Els exemples més notables d’aquest tipus de jocs de rajoles són el dòmino, les rajoles de mahjong i les rajoles Rummikub.
La primera referència coneguda al mot naip és en el llibre de concordances de Jaume March en 1371, procedent de nā'ib, un tipus d'imatge del joc de carta dels mamelucs. Pel que sembla, el primer lloc d'Europa on es van fabricar cartes va ser en un obrador de Perpinyà, i el més antic que es conserva, ho fa al Institut Municipal d'Història de Barcelona data de 1414. Els primers jocs de cartes tenien molta varietat, però amb el temps s'ha anat assentant en un grapat de jocs de cartes estàndard amb variants en diferents països, al voltant de l'estructura del joc de cartes de cinquanta-dues cartes. Els naips van ser les primeres representacions que apareixeren amb el naixement de la impremta conjuntament amb la Bíblia, utilitzant en alguns casos les mateixes il·lustracions. El darrer segle han proliferat els jocs de cartes dedicades en què el sistema de joc no te res a veure amb els jocs de naips tradicionals, i el seu efecte en el joc ve descrit pel text o les imatges que hi contenen.

## Tipus de jocs de cartes
Segons l'objectiu del joc, es poden agrupar en diversos tipus. El primer és el que es basa en mans, és a dir, en guanyar per torns les cartes dels adversaris i planificar l'estratègia segons les noves cartes que van apareixent, com el bridge, el guinyot, la brisca la botifarra o el tute.
Un segon grup inclou els jocs on es tracta de fer una sèrie de combinacions, com ara escales o parelles, de l'estil del rummy o el continental, i on cada combinació té una puntuació diferent. Els jocs de famílies es basen a aconseguir determinades combinacions a base de robar-les o demanar-les a altres jugadors i es poden considerar variants dels anteriors..
Hi ha jocs on l'objectiu és quedar-se sense cartes, com el burro, el mentider o el ximi-xurri, incloent les variants comercials com l'Uno. Un quart tipus és l'invers, acumular totes les cartes del joc.
Els jocs de la carta més alta es basen a comparar determinades cartes que van sortint, com els jocs de casino com el pòquer o d'altres com la brisca. Alguns s'han usat com a jocs per beure alcohol en un context festiu.
Un sisè grup engloba els jocs del solitari, anomenats així perquè no es juguen contra cap rival. En ells es tracta de fer una figura, descartar-se de totes les cartes o completar una sèrie, com en la Carta Blanca.
Els Jocs de Cartes Col·leccionables, com ara Magic: The Gathering i totes les seves seqüeles, i els jocs de cartes vius, com Arkham Horror LCG constitueixen una divisió pròpia, en què el joc de cartes inclou elements de ficció i s'usa com a representació del poder de cada jugador.

## Jocs de cartes
Els jocs de cartes més utilitzades són l'espanyola (de 48 cartes) i la francesa o de pòquer (de 54 cartes). En totes dues les cartes es reparteixen en 4 colls. Un coll  és un conjunt de cartes que es distingeix amb un dibuix característic.
El joc de cartes francès és el més utilitzat internacionalment, mentre que l'espanyol s'utilitza sobretot per a jocs d'origen espanyol i català.

### Joc de carta espanyol
El joc de carta espanyol (baraja) té 48 cartes, repartides en 4 colls: els oros (monedes), les copes, les espases i els bastos (garrots). Simbolitzen el poder de les armes (bastos i espases), dels diners (oros) i de la beguda (copes).
Cada coll té 12 cartes numerades. De l'1 al 9, les cartes tenen tantes figures del coll corresponent com indica el número; a les 4 que duen el 10 hi ha dibuixat un patge i reben el nom de sota (en llenguatge infantívol també se les anomena la mona, i en el molt groller, "la puta"), a les 4 que duen l'11 hi ha dibuixat un cavaller muntat a cavall i reben el nom de cavall, i a les 4 que duen el 12 hi ha dibuixat un rei, un home gran coronat i sovint amb barba, i s'anomenen rei (sota, cavall i rei duen el senyal del coll corresponent). Popularment, el 9 d'oros s'anomena la groga, pel predomini que hi ha d'aquest color.
Tant en el joc de cartes espanyol com en la francesa, les 4 cartes que duen el número 1 s'anomenen as (en plural asos). En la majoria de jocs, la carta més important és l'as, seguida de les cartes del 12 al 2 en valor decreixent. L'excepció més coneguda és el joc de la botifarra, en què el 9 és la més important.

### Joc de cartes francès

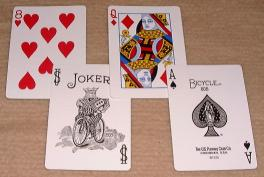
Joc de cartes d'estil francès. 8 de cors, comodí, reina de diamants i l'as de piques

El joc de cartes francès, també conegut com a joc de pòquer, consta de 54 cartes, repartides en 4 colls de 13 cartes, més dos comodins. Els colls són els cors (♥), els diamants (♦), les piques(♠), i els trèvols (♣). Els cors i els diamants són de color vermell, i les piques i trèvols de color negre.
En cada coll, hi ha 9 cartes numerades del 2 al 10; una altra amb un patge, marcada amb una J (de l'anglès Jack), una altra amb la reina, marcada amb una Q (la reina, de l'anglès Queen), i una altra amb el rei, marcada amb una K (de l'anglès King). Habitualment, la carta més valuosa és l'As, seguida de la K, la Q, la J, i les cartes del 10 al 2 en ordre decreixent. Els comodins es poden utilitzar amb el valor de qualsevol altra carta.
Curiosament el que en català se sol anomenar joc de cartes francès en realitat és la joc de cartes anglès, ja que a la francesa les figures són V (valet, criat), D (dame, dama) i R (roi, rei) i solen dur escrit, sota la lletra, el nom de la figura històrica en què s'inspiren, com el Rei David, Lancelot, Carlemany...

### Tarot
Unes cartes ben diferents són les del tarot, emprades per a aquesta art endevinatòria. A mitjan segle XV, els símbols del joc de cartes italià eren els que s'han transmès fins a l'actualitat: copes, espases, bastos i monedes, però a les cartes del tarot s'hi van afegir 21 triomfs, o tarocchi, que eren figures. Les primeres referències al tarot daten de les dècades de 1440 i 1450 al nord d'Itàlia: Venècia, Milà, Florència i Urbino, però amb la complicació del joc en aquell moment, és probable que hagués començat a evolucionar a principis de segle. Les cartes de tarot utilitzaven els pals italians estàndard, amb valors del 10 a l'1 i quatre cartes amb figura (rei, reina, cavaller i sota) fent un total de 56 cartes, i un jòquer, i els 21 trumfos.

### Altres jocs
També existeixen altres menes de jocs de de cartes, que solen ser variacions de l'espanyola o la francesa, amb dissenys alternatius o humorístics, o bé cartes totalment destinades a jocs infantils, normalment amb fotografies o dibuixos d'algun tema.

## Jocs d'estil europeu

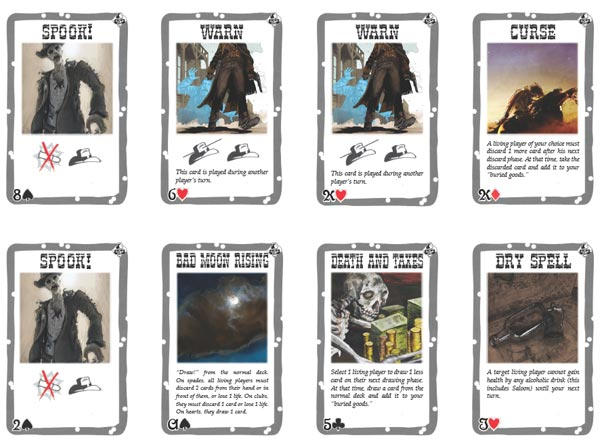
Cartes de Bang!

jocs d'estil europeu, s'hi poden trobar desenes de propostes basades en baralles tancades en què el sistema de joc no te res a veure amb els jocs de naips tradicionals, i el seu efecte en el joc ve descrit pel text o les imatges que hi contenen, com ara Munchkin, Bang! o, a casa nostra, La Fallera Calavera o Virus!, entre d'altres. La proliferació dels jocs de baralles dedicades és deguda a la facilitat de poder-les imprimir, i que és impossible monetitzar la venda d'unes regles de joc per baralles tradicionals.

## Jocs de Cartes Col·leccionables i Jocs de Cartes Vius

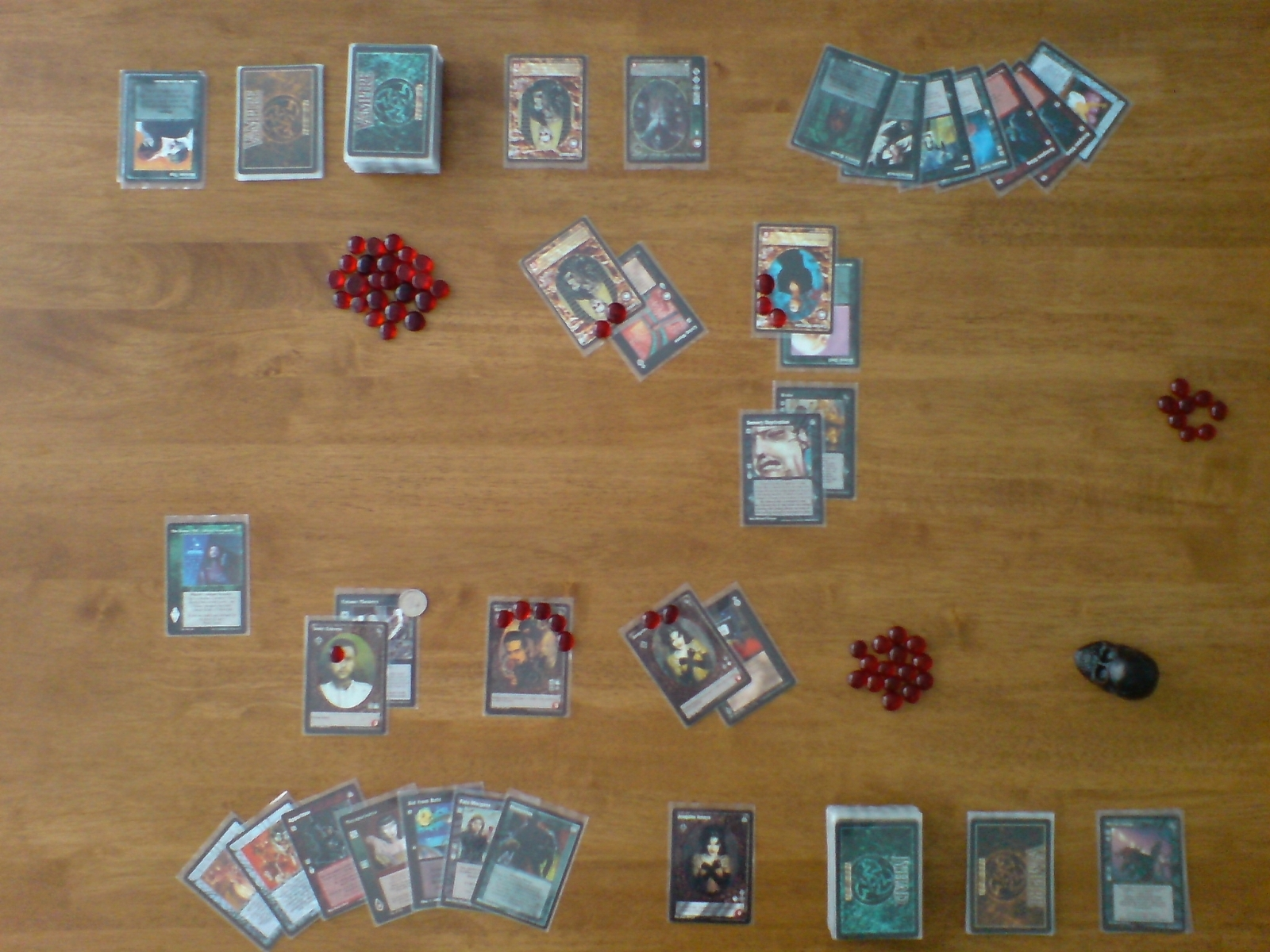
partida de Vampire:TES

Existeix un tipus de jocs de cartes que barreja l'estratègia de formació de baralles i el col·leccionisme de cartes. No estan basats en una baralla tancada, atès que cada jugador participa en el joc amb una pròpia, construïda amb unes normes determinades, a partir d'una col·lecció, és una tipologia iniciada per Magic: The Gathering en 1993, Pokémon, Vampire:TES, Star Wars CCG o Star Trek CCG. El conjunt de cartes seleccionables per confeccionar la baralla s'amplia constantment amb l'edició de noves cartes que introdueixen noves estratègies de joc. Molts d'aquests jocs han acabat tenint una versió electrònica per jugar a Internet amb altres persones. Els jocs de cartes vius com Lord Of The Rings LCG i Arkham Horror: The Card Game son jocs en què tant les baralles inicials com les ampliacions son de contingut fixe, a diferència dels Jocs de Cartes Col·leccionables, en què bona part del joc es distribueix en paquets de contingut aleatori.

## Exemples de jocs de cartes

### Territoris de parla catalana
Tots els jocs típics al Països Catalans solen utilitzar la baralla espanyola, modalitat catalana.
- El canet o carteta
- El bolot
- La botifarra
- La barrotada
- La brisca
- El burro
- A la carta més alta
- El cau, recau i Sant Vicent
- El Cinquet
- La collita
- El continental
- L'escambrí
- L'escombra
- El guinyot
- La manilla
- El mentider
- La mona
- La podrida
- El puc
- El ràpid
- El rovell de l'as d'oros
- El roba pilots
- El remigio
- A robar i tirar
- El sarangollo
- El subhastat
- El set i mig
- El trenta-u
- El tresillo
- El truc o la trucada
- El tuti
- El vaitot

### Internacionals
- El bacarà
- El blackjack
- El bridge
- La canastra
- El rummy
- El mus
- El pòquer
- El solitari
- Els cors
- Les piques